# Ling Qing
Ling Qing () (Fuzhou, 1923-10 de septiembre de 2010), nacido como Lin Moqing (), fue un diplomático chino.

## Biografía
Era descendiente de Lin Hse Tsu.
Estudió en la Universidad Yenching, administrada por misioneros cristianos en Pekín. En la década de 1940 trabajó como traductor e intérprete de los líderes del Partido Comunista Chino. En 1949 ingresó al Ministerio de Relaciones Exteriores de la República Popular China.
Entre 1975 y 1978 fue embajador en Venezuela, luego del establecimiento de relaciones diplomáticas con la República Popular China. Entre 1980 y 1985 fue representante permanente ante las Naciones Unidas.
Fue presidente del Consejo de Seguridad de las Naciones Unidas durante los meses de enero de 1981, mayo de 1982, julio de 1983 y noviembre de 1984.
En Naciones Unidas también fue secretario general adjunto. Encabezó la delegación china a la Convención de las Naciones Unidas sobre el Derecho del Mar en 1982. Ese mismo año se involucró en los esfuerzos llevados a cabo por la ONU para lograr el alto al fuego en la guerra de las Malvinas entre Argentina y el Reino Unido.
Fue miembro de la octava Conferencia Consultiva Política del Pueblo Chino.

## Publicaciones
- ’’From Yan'an to the United Nations - Ling Qing diplomatic career’’ (2008).[4]